# The KOLIN
A The KOLIN egy három tagból álló magyar szintipop zenekar volt, amely legnagyobb sikerét a 2009-es San Francisco című dalának és videóklipjének köszönhetően érte el. A zenekar 2007-ben alakult Budapesten és 2019 őszén oszlott fel. Zenei stílusára leginkább a 70-es évek szintipop hangzása jellemző, amit sajátos módon ötvözött a indie rock-kal, valamint a new wave hangzással.
A zenekar tagjai Linczényi Márk (vokál/szintetizátor), Simon Bálint (dobok) és Ferenczi Gergely (gitár). Debütáló nagylemezük 2008-ban jelent meg Yell Into The Kazoo címmel a Universal Music Group kiadó gondozásában. Hazánk eddig három alkalommal képviseltette magát az MTV Europe Music Awards zenei díjátadóján, amelyen kétszer a the KOLIN vitte el a hazai forduló díját 2009-ben és 2010-ben.
A neves amerikai blogger, Perez Hilton, 2009-ben így írt a zenekarról: „Nagyon-nagyon szeretjük a the KOLIN nevű zenekart- Magyarországról. Igen, Magyarország! Habár angolul adják elő dalaikat, tehát nem fog gondot okozni szövegeik megértése. Ezidáig soha nem foglalkoztunk itt magyar pop zenekarral és külön örömre szolgál, hogy ezt a hiányosságot a the KOLIN-nal pótoljuk legelőször.”

## Diszkográfia
- Yell Into The Kazoo (2008)
- KRIXKRAX (2016)

## Videóklipek
- 2008: Jimmy (rendező, Danila Kostil)
- 2009: San Francisco (rendező, Danila Kostil)
- 2010: Mountain King

## Díjak
- 2009: MTV Europe Music Awards/Best Hungarian Act
- 2010: MTV Europe Music Awards/Best Hungarian Act

## Külső hivatkozások
- the KOLIN Official Myspace Page
- the KOLIN Biográfia a zene.hu oldalán